# PublishingPaidMe
#PublishingPaidMe est un hashtag qui a émergé principalement sur Twitter et qui a donné naissance à une campagne populaire. Son objectif est de mettre en lumière les inégalités raciales en ce qui concerne les rémunérations dans l'industrie de l'édition.
Cette initiative a été lancée par l'écrivaine L.L. McKinney (en) le 6 juin 2020 et a conduit à la création d'un document Google collaboratif où les auteurs ont partagé leurs avances financières. Ce document a mis en évidence des écarts significatifs entre les avances accordées aux écrivains noirs et celles offertes à leurs homologues blancs, soulignant ainsi des inégalités flagrantes dans le secteur,.

## But
Le hashtag #PublishingPaidMe a été créé le 6 juin 2020 par l'autrice américaine LL McKinney pour « mettre en évidence la disparité entre ce qui est payé aux auteurs non noirs et aux auteurs noirs »,,,.
En ce qui concerne le choix du nom, McKinney a expliqué lors d'une interview : « Le nom était concis et percutant. J'apprécie l'allitération, c'est pourquoi c'était l'une de ces combinaisons évidentes. C'était conçu pour être convivial pour les utilisateurs, comme le début d'une phrase. Les informations partagées via ce hashtag ont été axées sur les avancées dans le domaine de l'édition de livres, car elles peuvent être facilement tweetées et comprises. Une avance de publication désigne le paiement que les auteurs reçoivent pendant qu'ils travaillent sur leur livre. Une avance de publication est un paiement que les auteurs reçoivent pendant qu’ils écrivent un livre »,.

## Résultats
Peu de temps après la viralité du hashtag, un document Google a été instauré, et les auteurs ont commencé à collaborer pour partager des données sur leurs avances financières. À partir du 12 juin 2020, ce document Google avait enregistré des informations concernant plus de 2 500 ouvrages. Il met en évidence le fait que des auteurs noirs de renom, même couronnés de distinctions, se voient octroyer des avances relativement modestes en comparaison de certains auteurs blancs pratiquement inconnus, dépourvus de tout antécédent de publication, qui ont reçu des avances incroyablement généreuses.
La même semaine, le hashtag a été créé, a été tweeté et retweeté des milliers de fois. Des médias tels que le New York Times, la National Public Radio et le Guardian ont couvert l'histoire. Bien qu’il ait été lancé aux États-Unis, le hashtag a déclenché en quelques jours des discussions en France et au Royaume-Uni sur les disparités raciales dans l’édition,.

## Impact
Environ une semaine après que le hashtag #PublishingPaidMe soit devenu viral, un autre hashtag, #BlackOutBestsellerList, a également pris de l'importance. La création de ce hashtag a été propulsée à la fois par les manifestations de George Floyd et par le hashtag #PublishingPaidMe.
La #BlackOutBestsellerList a été utilisée par les éditeurs et auteurs noirs pour encourager les lecteurs à acheter des livres d'auteurs noirs entre le 14 et le 20 juin, dans le but de s'emparer des listes de best-sellers.
À la suite du hashtag, le festival d'auteurs et autrices afrodescendantes Black British book festival voit le jour en Angleterre à Birmingham puis à Londres.
En 2023, trois ans après la naissance du hashtag, la situation semble n'avoir pas évolué.Un rapport de CREATe publié en Grande-Bretagne en décembre 2022, montre que la situation de l'industrie du livre est critique,. Le hashtag a toutefois généré plus de transparence et de discussions sur les disparités salariales et les inégalités dans l'industrie du livre.
À la suite du décès d'Ian McGinty un auteur de bandes dessinées agé de 38 ans, d'autres hashtags apparaissent comme #ComicsBrokeMe et #ComicsPaidMe,.